# Кулогорська-5
Кулогорська-5 (рос. Кулогорская-5) — печера в Архангельській області, на Біломорсько-Кулойському плато європейської півночі Росії. Карстова печера горизонтального типу простягання. Загальна протяжність — 2200 м. Глибина печери становить 10 м. Категорія складності проходження ходів печери — 3А.